# Aneurysm
"Aneurysm" é uma canção da banda Nirvana, lançada no álbum Incesticide, e também no álbum Hormoaning. Foi lançada como single do álbum From the Muddy Banks of the Wishkah. Na letra, Kurt Cobain deixa claro o seu amor pela sua então namorada, Tobi Vail. Em sua biografia, ele diz que a amava tanto, que se sentia mal, assim como diz o verso "Love you so much, it makes me sick". "Aneurysm" é uma das mais famosas músicas do Nirvana, com seu som dançante e pesado. A interpretação desta, pode ser variada, mas, em geral, diz a respeito do eu-lírico ter um amor aproximado de obsessão que o causa mal estar e uma sensação perturbadora.

## Posição nas paradas musicais
| Parada (1996)                                   | Melhor posição |
| ----------------------------------------------- | -------------- |
| Canadá (RPM Top Singles)                        | 49             |
| Canadá (RPM Rock/Alternative)                   | 1              |
| Finlândia Airplay (The Official Finnish Charts) | 40             |
| Polônia (LP3)                                   | 17             |
| Estados Unidos (Billboard Radio Songs)          | 63             |
| Estados Unidos (Billboard Mainstream Rock)      | 11             |
| Estados Unidos (Billboard Alternative Airplay)  | 13             |
| US Rock Tracks Top 50 (Radio & Records)         | 22             |
| US Alternative Top 50 (Radio & Records)         | 12             |
| US Active rock Top 50 (Radio & Records)         | 10             |

| Parada (1996)                    | Melhor posição |
| -------------------------------- | -------------- |
| US Alternative (Radio & Records) | 94             |